# Hadriane
Hadriane – dawne biskupstwo w rzymskiej prowincji Pamfilia Secunda (obecnie Belenlu lub Belerli w południowej Turcji). Należało do metropolii Perge. Obecnie katolickie biskupstwo tytularne.

## Biskupi tytularni
| Lp. | Biskup          | Funkcja | Od                   | Do               |
| --- | --------------- | --- | -------------------- | ---------------- |
| 1   | Edmund Nowicki  | koadiutor] gdański | 26 kwietnia 1951     | 1 grudnia 1956   |
| 2   | Angelo Prinetto | wikariusz apostolski Loreto (Włochy)                                                                                      | 18 października 1961 | 29 maja 1993     |
| 3   | Wasyl Medwit    | biskup pomocniczy lwowski biskup kurialny Ukraińskiego Kościoła Greckokatolickiego egzarcha doniecko-charkowski (Ukraina) | 30 marca 1994        | 12 września 2024 |